# 소카 타워
소카 타워(영어: SOCAR Tower)는 아제르바이잔 바쿠에 있는 마천루이다.

## 같이 보기
- 마천루 목록
- 아제르바이잔의 마천루 목록